# Arvo Haavisto
Arvo Jaakko Haavisto (ur. 7 stycznia 1900 w Ilmajoki, zm. 21 kwietnia 1977 tamże) – fiński zapaśnik, dwukrotny medalista olimpijski.
Walczył w obu stylach, jednak medale olimpijskie zdobywał w wolnym. Pierwszy – brązowy – wywalczył w Paryżu w 1924. Cztery lata później zdobył złoty krążek olimpijski. Czterokrotnie był mistrzem Finlandii, w tym raz w stylu klasycznym.

## Starty olimpijskie
Paryż 1924
- styl wolny do 66 kg – brąz

Amsterdam 1928
- styl wolny do 72 kg – złoto